# Kirklington (Nottinghamshire)
 (janvier 2024).
Pour l’article homonyme, voir Kirklington-cum-Upsland.
Kirklington est un village du Nottinghamshire, en Angleterre.